# Mongolarachne jurassica
Mongolarachne jurassica (лат.) — вид вымерших пауков, единственный в семействе Mongolarachnidae, ископаемые остатки которого нашли в автономном районе Внутренняя Монголия КНР (англ. Jiulongshan Formation, Daohugou Village, Wuhua Township, Ningcheng County; 41°19,532′ с. ш., 119°14,589′ в. д.).
Mongolarachne jurassica обитал в юрском периоде 164,7—155,7 млн лет назад. Размах ног ископаемого паука достигал 15 см. При этом само тело (головогрудь и брюшко) имело длину около 5 см.
В 2011 году группа учёных (Selden Paul, Shih ChungKun и Ren Dong) описала единственный отпечаток самки (голотип CNU-ARA-NN2010008, College of Life Sciences, Capital Normal University, Пекин) как новый вид Nephila jurassica в роде кругопрядов-нефил. В 2013 году та же группа выделила этот вид в новые род Mongolarachne и семейство Mongolarachnidae.
Китайские исследователи полагают, что обнаруженный вид обитал в тропических лесах Лавразии.